# Russische minderheid in China
De Russen (Chinees: 俄羅斯族, Éluósī-zú) vormen een van de 56 erkende bevolkingsgroepen van de Volksrepubliek China. Zij bezitten de Chinese nationaliteit en hebben uit hun hoedanigheid de voorrechten die de Chinese regering aan minderheden heeft toegekend. Ze wonen in het verre westen en uiterste noordoosten van China, alsmede in grotere steden als Peking en Shanghai.

## Geschiedenis
De Russische expansie in de zeventiende eeuw naar het oosten, leidde ook tot contacten met China. Rond 1680 vestigden zich de eerste Russen in Peking. Dat waren vaak gevangengenomen of gedeserteerde Russische kozakken, afkomstig uit door de Russen in Siberië gebouwde forten. Het Russische fort Albazin was daarvan het belangrijkste. Vanaf ongeveer 1685 werden in Peking gevestigde Russen door Chinezen en Mantsjoes dan ook Albaziners genoemd. Vanaf 1727 was er een permanente Russisch-orthodoxe missie in China die tot 1949 heeft gefunctioneerd.
Toen Rusland eind 19e eeuw meer invloed in China verkreeg kwamen ook meer Russen naar China. Dit betrof echter vooral mensen die voor hun werk tijdelijk naar China moesten en na afloop terugkeerden. Na de Russische Revolutie kwam er een vrij grote influx van gevluchte anticommunisten op gang, maar voor hen was China toch vooral een tussenhalte. Men keerde vaak na verloop van tijd terug of reisde door om in een ander land (met name de Verenigde Staten) een bestaan op te bouwen. Van degenen die bleven werd een groot deel uiteindelijk door Mao op verzoek van Stalin naar Rusland teruggestuurd.

## De Russische minderheid heden ten dage
Heden ten dage bedraagt het aantal Chinese Russen ongeveer 15.600 personen. Ze spreken Russisch met elkaar en bedienen zich buiten de familiekring van het Mandarijn. Ze hebben recht op vertegenwoordiging op regionaal en nationaal niveau, en genieten een aantal voorrechten zoals beperkte vrijstelling van de 1-kind politiek.
Het district Yabaolu van Peking wordt vandaag de dag voornamelijk door Russische handelaren bevolkt en heeft een uitgesproken Russisch karakter.
Achang · Akha · Bai · Baima · Blang (Bulong) · Bonan · Buyi · Dai · Daur · De'ang · Dong · Dongxiang · Drung · Evenken · Gaoshan (Taiwanese aboriginals) · Gelao · Gin (Vietnamezen) · Han · Hani · Hlai (Li) · Hui · Jingpo · Jino · Kazachen · Kirgiezen · Koreanen · Lahu · Lhoba · Lisu · Mantsjoes · Maonan · Miao (Hmong) · Mongolen · Monpa (Menba) · Mulam (Mulao) · Nanai (Hezhe) · Naxi · Nu · Oeigoeren · Oezbeken · Oroqen · Pumi · Qiang · Russen · Salar · She · Sui · Tadzjieken · Tataren · Tibetanen (Zang) · Tu · Tujia · Wa (Va) · Yao · Yi · Yugur · Xibe · Zhuang